# 惠勒廣場 (亞利桑那州)
惠勒廣場（英語：Wheeler Place）是位於美國亞利桑那州科奇斯縣的一個非建制地區。該地的面積和人口皆未知。

## 地理
惠勒廣場的座標為32°15′53″N 109°05′00″W / 32.26472°N 109.08333°W，而該地的平均海拔高度為1248米（即4094英尺）。